# Karim El-Kerem
Karim El-Kerem (Brooklyn, Nueva York, 2 de noviembre de 1987) es un actor estadounidense-español, hijo de madre española y padre egipcio. Es conocido  principalmente por su participación en series como Física o química, La unidad o El Príncipe y películas como No habrá paz para los malvados.

## Trayectoria
El Kerem se dio a conocer participando en la exitosa serie española Física o Química de Antena 3, donde interpretó el papel de Isaac, un alumno que se enamora y tiene un lio amoroso con su profesora Irene (Blanca Romero). A lo largo de las 2 primeras temporadas desarrolla un papel muy importante en la trama que vive junto a su profesora.
En 2010 realiza una colaboración especial en La pecera de Eva, interpretando a David, un ambicioso y divertido joven en busca de un puesto de trabajo en una empresa japonesa de comida rápida.

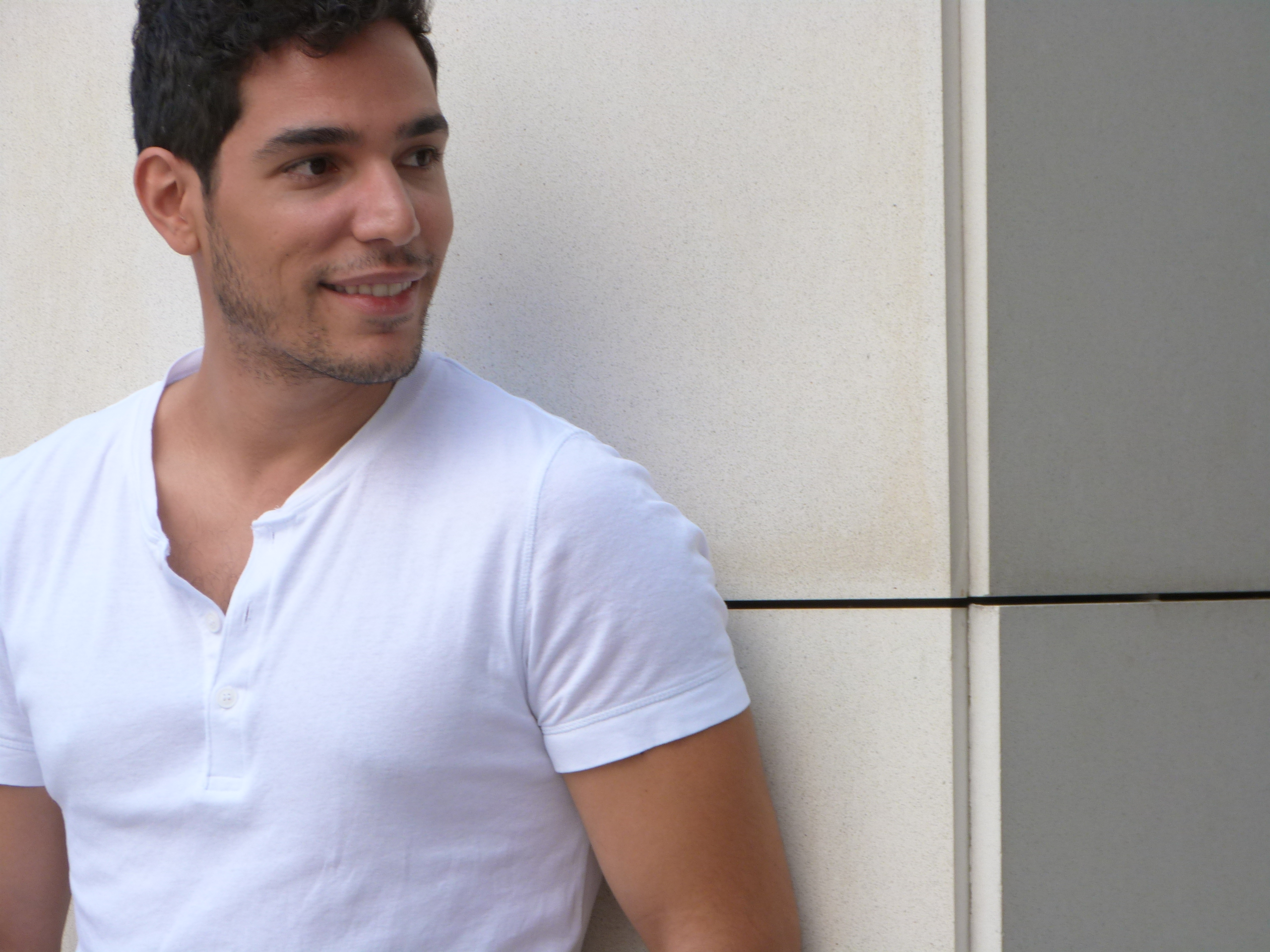
Karim El Kerem en la rueda de prensa de la serie Frágiles en Telecinco

En 2011 interpreta el papel de Mohamed, hijo de Fátima Mansur en la telenovela La reina del sur, para Telemundo en coproducción con Antena 3.
Ese mismo año El Kerem se pone a las órdenes de Enrique Urbizu en No habrá paz para los malvados, película  ganadora de seis Premios Goya, interpretando al misterioso “Joven guapo”: personaje de gran trascendencia en el desarrollo argumental e hilo conductor de gran parte del entramado del filme.

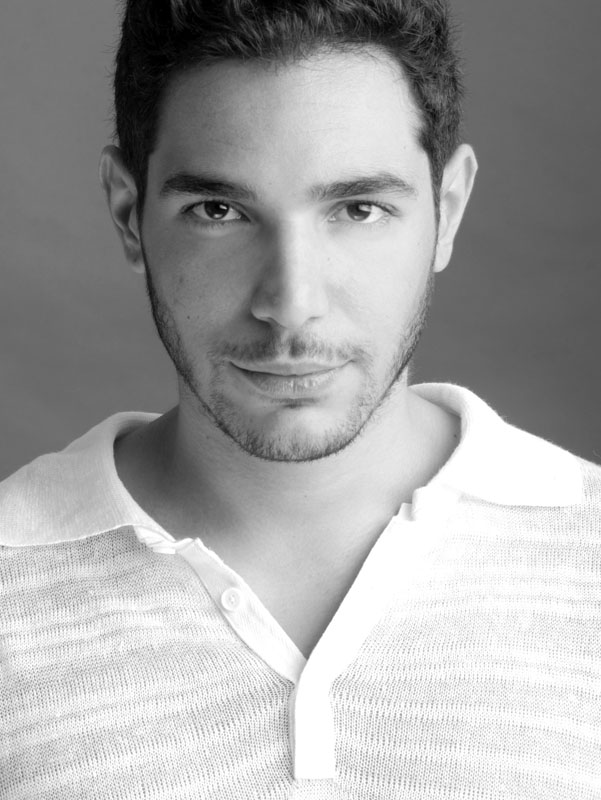
Actor Karim El Kerem

Desde 2012 y hasta 2013 formó parte del reparto de la serie Frágiles, junto a Santi Millán y Ruth Nuñez, en el papel de Nacho.
En 2014 participa en la serie El Príncipe de Telecinco en el papel de Kamal.
En 2018 El Kerem ficha por la serie Velvet Colección en el papel de Secretario de Omar Ahmadi para Movistar+. Y participa en “Centro médico”  como Jabir: un joven que descubre que es diabético cuando intenta hacer por primera vez el Ramadán para pedir la mano de la que es su novia en secreto.
En 2020 participó en La unidad, dirigida por Dani de la Torre, para Movistar+.

## Televisión
| Año         | Serie            | Papel                  | Cadena             |
| ----------- | ---------------- | ---------------------- | ------------------ |
| 2008 - 2009 | Física o Química | Isaac Blasco           | Antena 3           |
| 2010        | La pecera de Eva | David                  | Telecinco          |
| 2011        | La reina del sur | Mohamed Mansur         | Antena 3 Telemundo |
| 2012 - 2013 | Frágiles         | Nacho                  | Telecinco          |
| 2014        | El Príncipe      | Kamal                  | Telecinco          |
| 2018        | Centro médico    | Jabir                  | TVE                |
| 2018        | Velvet Colección | Secretario Omar Ahmadi | Movistar+          |
| 2020        | La unidad        | Munir                  | Movistar+          |

## Cine
| Año  | Película                       | Papel       | Director       | Producción       |
| ---- | ------------------------------ | ----------- | -------------- | ---------------- |
| 2011 | No habrá paz para los malvados | Joven guapo | Enrique Urbizu | Telecinco Cinema |

## Teatro
| Año  | Obra           | Papel                        | Director            | Autor              |
| ---- | -------------- | ---------------------------- | ------------------- | ------------------ |
| 2014 | Los Criminales | Ottfried / Ben Sim / Policía | Juan Carlos Corazza | Ferdinand Bruckner |